# Calhambeque
Calhambeque, em Portugal, é uma pequena embarcação costeira. Tanto em Portugal como no Brasil ao longo dos anos veio a tornar-se num termo genérico que designa vários modelos de automóveis produzidos nos primórdios da indústria automobilística, sobretudo os construídos até o final da década de 30.

## Descrição
Embora se possa utilizar, carinhosa ou depreciativamente, a palavra calhambeque para qualquer automóvel antigo ou em mau estado, o calhambeque genuíno é caracterizado por altas capotas (por vezes de lona), rodas raiadas (muitas vezes de madeira), largos estribos¸ radiador à mostra e pneus delgados de borracha, inclusive maciça nos modelos mais rústicos.  Alguns ostentam ainda grandes faróis a carbureto e bancos inteiriços. São veículos que marcaram época e de silhueta inconfundível, razão pela qual chamam a atenção onde quer que passem - e cada vez mais, à medida que envelhecem.
Há no Brasil inúmeros clubes do calhambeque espalhados pelo país, vários deles filiados à Federação Brasileira de Veículos Antigos (FBVA), que por sua vez, é membro da Federação Internacional de Veículos Antigos (FIVA).

## Curiosidades
O Ford T, considerado o principal calhambeque já produzido, teve mais de 15 milhões de unidades vendidas durante os anos em que foi industrializado, de 1908 a 1927.
Os aficcionados brasileiros criaram o neologismo antigomobilismo para referir-se à prática de colecionar veículos ou dados sobre automóveis antigos.
Roberto Carlos, artista brasileiro, lançou no álbum É Proibido Fumar, a canção "O Calhambeque", em homenagem ao seu calhambeque, um Ford 1929. A canção fez grande sucesso no Brasil.

## Galeria
São exemplos típicos de calhambeques:

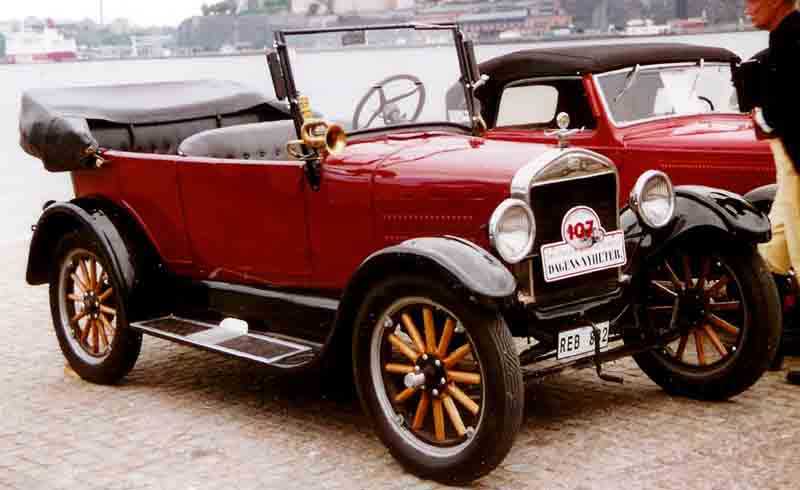
Ford T 1926
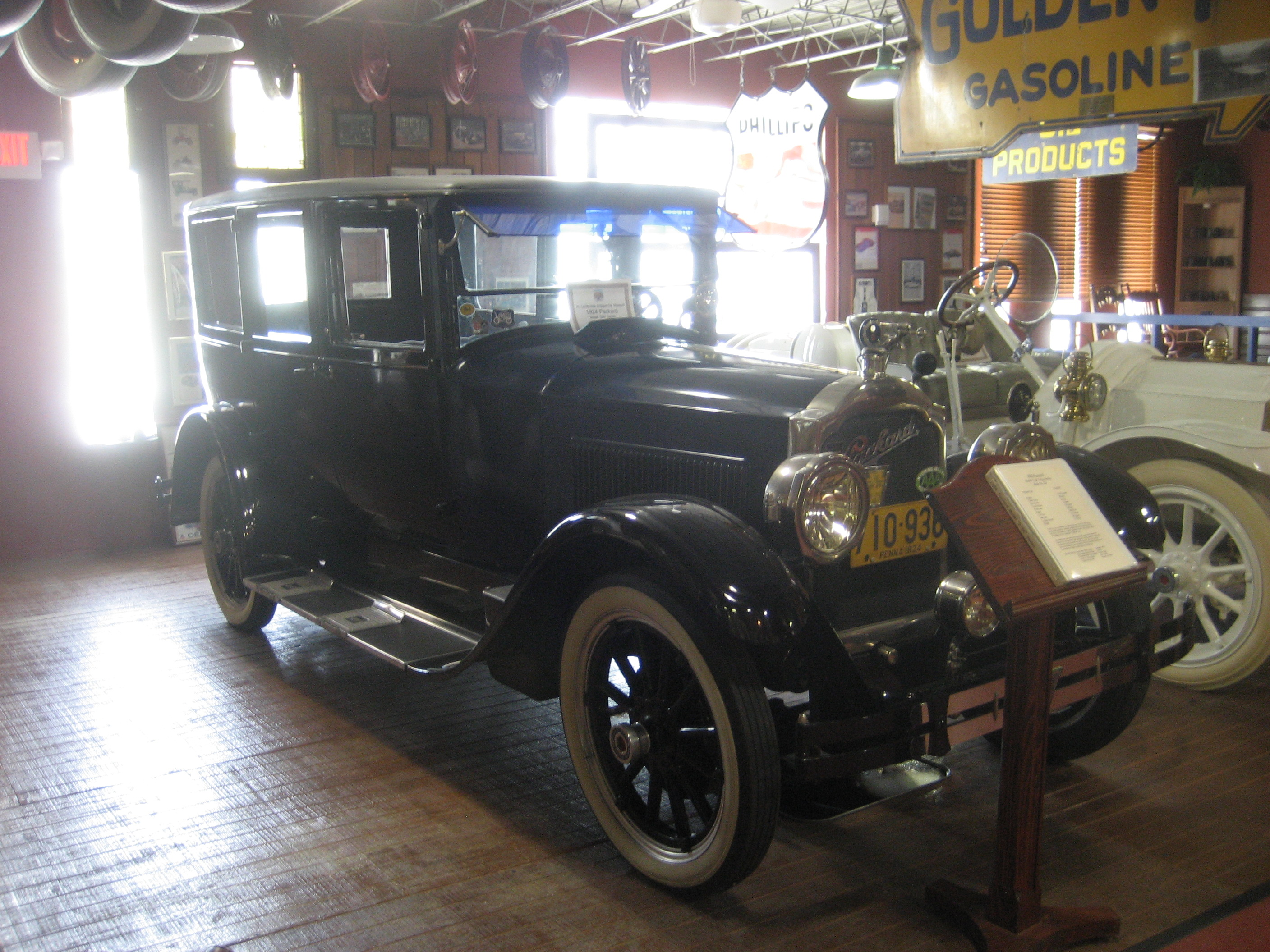
Packard 1924
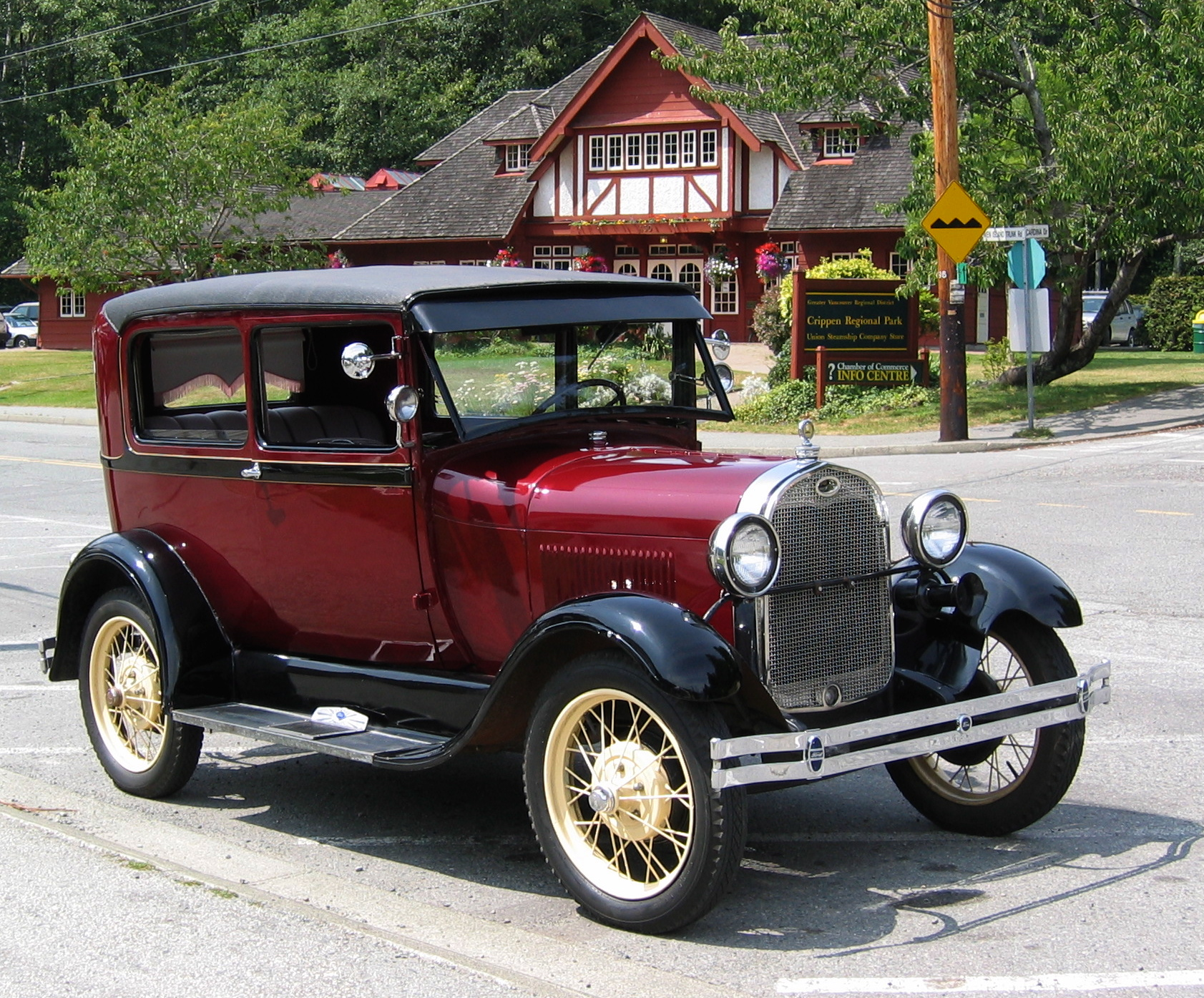
Ford Sport Coupe 1928
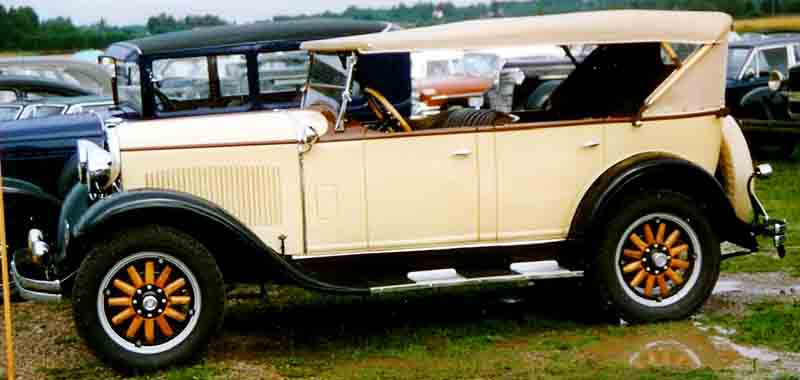
Dodge Brother 1929
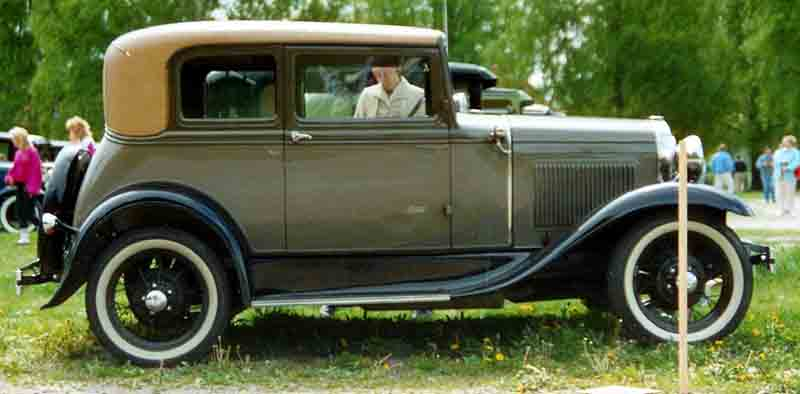
Ford 1931
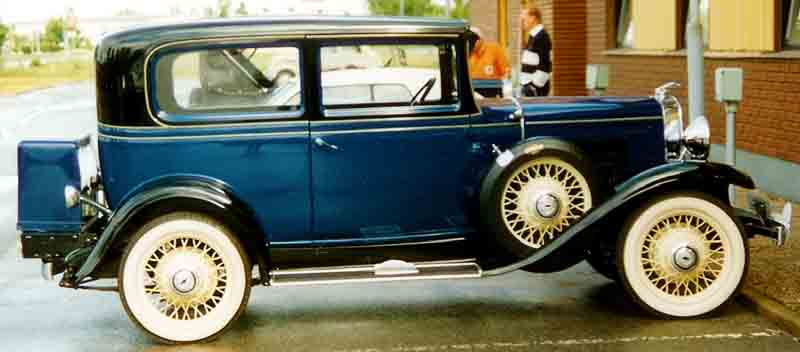
Chevrolet 1931